# Aeroportul Umiat
Aeroportul Umiat (IATA: UMT, ICAO: PAUM, FAA LID: UMT) este un aeroport din North Slope Borough, Alaska, Alaska, Statele Unite ale Americii ce deservește zona Umiat⁠(d). Aeroportul a fost tranzitat în 2019 de 88 de pasageri.
Situat la o altitudine de 81 m, aeroportul dispune de 1 pistă. Este operat de Alaska Department of Transportation & Public Facilities⁠(d).

## Infrastructură

### Piste
Aeroportul dispune de o singură pistă. Pista 06/24 are dimensiunile 5.583 picioare × 100 picioare. 